# Alfred Waibel
Alfred Waibel (4 de agosto de 1957) es un expiloto de motociclismo alemán.

## Biografía
Waibel debutó en el Mundial de Velocidad en el Gran Premio de Alemania de 1979 de 125cc. Desde 1979 hasta 1993 estuvo disputando el Mundial en categorías pequeñas. Es hermano del también piloto Gerhard Waibel.

## Resultados de carrera

### Campeonato del Mundo de Motociclismo

#### Carreras por año
Sistema de puntos desde 1969 a 1987:
| Posición | 1.º | 2.º | 3.º | 4.º | 5.º | 6.º | 7.º | 8.º | 9.º | 10.º |
| Puntos   | 15  | 12  | 10  | 8   | 6   | 5   | 4   | 3   | 2   | 1    |

Sistema de puntos desde 1988 a 1992:
| Posición | 1.º | 2.º | 3.º | 4.º | 5.º | 6.º | 7.º | 8.º | 9.º | 10.º | 11.º | 12.º | 13.º | 14.º | 15.º |
| Puntos   | 20  | 17  | 15  | 13  | 11  | 10  | 9   | 8   | 7   | 6    | 5    | 4    | 3    | 2    | 1    |

(Carreras en negrita indica pole position, carreras en cursiva indica vuelta rápida)
| Año  | Clase | Equipo         | Moto    | 1       | 2       | 3       | 4       | 5       | 6       | 7       | 8       | 9       | 10      | 11      | 12      | 13      | Pts. | Pos. |
| ---- | ----- | -------------- | ------- | ------- | ------- | ------- | ------- | ------- | ------- | ------- | ------- | ------- | ------- | ------- | ------- | ------- | ---- | ---- |
| 1979 | 125cc | MBA            | VEN -   | AUT -   | GER 9   | NAT -   | ESP -   | YUG -   | NED -   | BEL -   | SWE -   | FIN -   | GBR -   | CZE Ret | FRA -   |         | 2    | 36.º |
| 1980 | 125cc | MBA            | NAT 16  | ESP 14  | FRA Ret | YUG Ret | NED -   | BEL 17  | FIN Ret | GBR -   | CZE 16  | GER Ret |         |         |         |         | 0    | -    |
| 1981 | 125cc | MBA            | ARG -   |         | GER 10  | NAT Ret | FRA -   | ESP Ret | YUG 8   | NED -   |         | RSM -   | GBR -   | FIN -   | SUE Ret |         | 1    | 34.º |
| 1982 | 125cc | MBA            | ARG Ret | AUT 9   | FRA 6   | ESP 11  | NAC 17  | NED 13  | BEL Ret | YUG 12  | GBR 23  | SUE Ret | FIN 14  | CHE -   |         |         | 7    | 17.º |
| 1983 | 125cc | Real           | FRA Ret | NAT -   | GER Ret | ESP -   | AUT 17  | YUG -   | NED 13  | BEL 15  | GBR -   | SWE -   | RSM -   |         |         |         | 0    | -    |
| 1984 | 125cc | Waibel         | RSA -   | NAT -   | SPA -   | AUT -   | GER -   | FRA Ret | YUG 12  | NED -   | BEL -   | GBR -   | SWE -   | RSM -   |         |         | 0    | -    |
| 1985 | 125cc | Real           |         | ESP Ret | GER 5   | NAT Ret | AUT 9   |         | NED 9   | BEL 11  | FRA -   | GBR -   | SWE -   | RSM -   |         |         | 10   | 13.º |
| 1986 | 80cc  | Real           | ESP -   | NAT -   | GER -   | AUT -   | YUG -   | NED -   |         |         | GBR -   |         | RSM -   | BWU 8   |         |         | 3    | 20.º |
| 1986 | 125cc | Real           | ESP 15  | NAT 11  | GER 10  | AUT 7   |         | NED Ret | BEL Ret | FRA Ret | GBR 12  | SWE -   | RSM -   | BWU Ret |         |         | 5    | 18.º |
| 1987 | 125cc | Real           |         | SPA -   | GER Ret | NAT -   | AUT DNQ |         | NED Ret | FRA -   | GBR -   | SWE -   | CZE -   | RSM -   | POR -   |         | 0    | -    |
| 1988 | 125cc | Waibel Special |         |         | ESP -   |         | NAT 18  | GER 5   | AUT 8   | NED Ret | BEL 18  | YUG Ret | FRA 19  | GBR 11  | SWE 18  | CZE 16  | 24   | 20.º |
| 1989 | 125cc | Honda          | JPN -   | AUS -   |         | SPA DNQ | NAT 25  | GER 12  | AUT 15  | YUG -   | NED 10  | BEL Ret | FRA 10  | GBR DNQ | SWE 18  | CZE 9   | 25   | 16.º |
| 1990 | 125cc | Honda          | JAP -   | SPA 12  | NAT 11  | GER 12  | AUT 14  | YUG Ret | NED 22  | BEL 13  | FRA Ret | GBR Ret | SUE 10  | CHE 9   | HUN Ret | AUS Ret | 31   | 19.º |
| 1991 | 125cc | Honda          | JAP -   | AUS Ret | ESP Ret | ITA Ret | ALE 7   | AUT 26  | EUR -   | NED 22  | FRA 25  | GBR -   | RSM -   | CHE 21  | LMA -   | MAL -   | 9    | 28.º |
| 1992 | 125cc | Honda          | JAP 12  | AUS 19  | MAL Ret | ESP Ret | ITA 22  | EUR Ret | GER 14  | NED 21  | HUN 22  | FRA Ret | GBR Ret | BRA Ret | RSA Ret |         | 0    | -    |
| 1993 | 125cc | Honda          | AUS -   | MAL -   | JAP -   | ESP -   | AUT -   | ALE 25  | NED -   | EUR -   | RSM -   | GBR -   | CZE -   | ITA -   | USA -   | FIM -   | 0    | -    |